# Гаврилково (Пошехонский район)
Гаврилково — деревня в Пошехонском районе Ярославской области России. Входит в состав Ермаковского сельского поселения.

## География
Деревня находится в северной части области, в подзоне южной тайги, на левом берегу реки Барки, на расстоянии примерно 39 километров (по прямой) к северо-западу от города Пошехонье, административного центра района. Абсолютная высота — 132 метра над уровнем моря.

### Климат
Климат характеризуется как умеренно континентальный, с продолжительной холодной зимой и коротким умеренно тёплым летом. Среднегодовая температура воздуха — 2,9 — 3,5 °C. Годовое количество атмосферных осадков — 500—750 мм, из которых большая часть выпадает в тёплый период. Преобладающее направление ветра юго-западное.

## История
Южнее деревни на Воскресенском погосте в 1833 году была построена построена каменная церковь с колокольней и оградой на средства прихожан, Престолов в ней было три: в настоящей холодной – Воскресения Христова, в зимнем приделе — во имя св. и чудотворца Николая и во имя преподобного Симеона Столпника. 
В конце XIX — начале XX века деревня входила в состав Хмелевской волости Пошехонского уезда Ярославской губернии.
С 1929 года деревня входила в состав Гаютинского сельсовета Пошехонского района, с 2005 года — в составе Ермаковского сельского поселения.

## Население
| 1859 | 1914 | 2002 | 2007 | 2010 |
| ---- | ---- | ---- | ---- | ---- |
| 58   | ↗103 | ↘39  | ↘31  | ↘27  |

### Национальный состав
Согласно результатам переписи 2002 года, в национальной структуре населения русские составляли 100 % из 39 чел.

## Достопримечательности
Близ деревни в урочище Воскресенское на Маткоме расположена действующая Церковь Воскресения Христова (1833).

## Общественный транспорт
Гаврилково обслуживается пригородным автобусным маршрутом № 119 Пошехонье — Зинкино.